# Königlich Pohren
Königlich Pohren (ab 1931: Köllmisch Pohren) war ein Ort im ostpreußischen Kreis Heiligenbeil. Seine Ortsstelle gehört heute zum Munizipalkreis Rajon Bagrationowsk (Stadtkreis Preußisch Eylau) in der Oblast Kaliningrad (Gebiet Königsberg (Preußen)) der Russischen Föderation.

## Geographische Lage
Die Ortsstelle von Königlich Pohren resp. Köllmisch Pohren liegt am Ostufer des Flüsschens Kornewka (deutsch Stradick) im südlichen Westen der Oblast Kaliningrad, 24 Kilometer östlich der früheren Kreisstadt Heiligenbeil (russisch Mamonowo) bzw. 26 Kilometer nordwestlich der heutigen Rajonshauptstadt Bagrationowsk (deutsch Preußisch Eylau).

## Geschichte
Das seinerzeitige Poraw wurde 1263 (nach anderen Quellen: 1299) erstmals erwähnt. Nach 1331 nannte man den Ort Poros, nach 1427 Pohren, nach 1871 Königlich Pohren und ab 1931 Köllmisch Pohren. Als Landgemeinde kam Pohren 1874 zum Amtsbezirk Kukehnen (russisch Ladoschkoje) im Kreis Heiligenbeil in Ostpreußen, und 1910 belief sich seine Einwohnerzahl auf 38.
Am 30. September 1928 gab Königlich Pohren seine Eigenständigkeit auf und ließ sich in die benachbarte Landgemeinde Langendorf eingemeinden. Am 5. Januar 1931 erfolgte die Umbenennung von Königlich Pohren in „Köllmisch Pohren“.
Mit dem gesamten nördlichen Ostpreußen kam Köllmisch Pohren 1945 in Kriegsfolge zur Sowjetunion. Dort verliert sich seine Spur, wohl weil der Ort nicht mehr besiedelt worden ist. Auch eine russische Namensgebung liegt nicht vor. Der Ort gilt heute als untergegangen. Seine Ortsstelle gehört zum Munizipalkreis Rajon Bagrationowsk (Stadtkreis Preußisch Eylau) in der russischen Oblast Kaliningrad (Gebiet Königsberg (Preußen)).

## Religion
Königlich bzw. Köllmisch Pohren war bis 1945 in das Kirchspiel der evangelischen Kirche Zinten (russisch Kornewo) in der Kirchenprovinz Ostpreußen der Kirche der Altpreußischen Union eingepfarrt.

## Verkehr
Die nicht mehr erkennbare Ortsstelle von Königlich bzw. Köllmisch Pohren liegt wenige Kilometer nordöstlich von Kornewo und ist von der Kommunalstraße 27K-089 Kornewo–Medowoje (Sollnicken)–Swetloje (Kobbelbude) aus über Landwegsverbindungen zu erreichen. Die nächste Bahnstation vor 1945 war Zinten (Kornewo).